# Enfield (Maine)
Enfield est une ville située dans l’État américain du Maine, dans le comté de Penobscot.

## Géographie
|                      | Lincoln (Maine) |                    |
| Howland (Maine)      | Enfield         | Lee (Maine)        |
| Passadumkeag (Maine) |                 | Burlington (Maine) |

## Source
- (en) Cet article est partiellement ou en totalité issu de l’article de Wikipédia en anglais intitulé « Enfield, Maine » (voir la liste des auteurs).